# Plegaderus comonforti
Plegaderus comonforti är en skalbaggsart som beskrevs av Sylvain Auguste de Marseul 1862. Plegaderus comonforti ingår i släktet Plegaderus och familjen stumpbaggar. Inga underarter finns listade i Catalogue of Life.